# Stelle principali della costellazione della Corona Australe
Segue un prospetto delle stelle principali della costellazione della Corona Australe, elencate per magnitudine decrescente.